# Hennadij Moroz
Hennadij Hryhorowycz Moroz, ukr. Геннадій Григорович Мороз (ur. 27 marca 1975 w Dniepropietrowsku, Ukraińska SRR) – ukraiński piłkarz, grający na pozycji obrońcy, a wcześniej pomocnika, reprezentant Ukrainy.

## Kariera piłkarska

### Kariera klubowa
Wychowanek DJuSSz w Dniepropietrowsku oraz szkółki piłkarskiej Dnipro-75 Dniepropetrowsk. Pierwszy trener Witalij Musijenko. W 1991 został zaproszony do Dnipro Dniepropetrowsk, skąd w następnym roku był wypożyczony do Krywbasa Krzywy Róg. W 1994 przeniósł się do CSKA-Borysfen Kijów, podającego w tamte czasy wielkie nadzieje. Sezon 1995/96 spędził w austriackim klubie Admira Wacker Mödling. Po zakończeniu kontraktu latem 1996 powrócił do Dnipra, skąd w 1998 ponownie został wypożyczony do Krywbasa. Potem w 2000 przeszedł do Dynama Kijów, ale przez ciągłe kontuzje nie potrafił zrobić kariery w kijowskim klubie. Na początku 2002 ponownie wrócił do Dnipra. W marcu 2004 został piłkarzem Obołoni Kijów, w którym w 2005 zakończył karierę piłkarską.

### Kariera reprezentacyjna
9 października 1999 roku debiutował w narodowej reprezentacji Ukrainy w zremisowanym 1:1 meczu kwalifikacyjnym do Euro-2000 z Rosją. Wcześniej występował w młodzieżowej reprezentacji.

## Sukcesy i odznaczenia

### Sukcesy klubowe
- mistrz Ukrainy: 2001
- wicemistrz Ukrainy: 1993
- brązowy medalista Mistrzostw Ukrainy: 1999, 2000
- finalista Pucharu Ukrainy: 1997, 2000
- finalista Pucharu Austrii: 1996

### Sukcesy indywidualne
- najlepszy piłkarz Mistrzostw Ukrainy: 1996/97